# Hoanya (jezik)
Hoanya jezik (hoannya, kali; njegov nekaašnji kod bio je [hon].), nekada priznat samostalni jezik kojim su govorili pripadnici naroda Hoanya na zapadnoj obali Tajvana, južno od 24°N širine. Spominjala su se tri dijalekta lloa (loa), arikun i hoanya.
Danas se smatra dijalektom jezika papora-hoanya [ppu]. Pripadnici obiju etničkih skupina su sinizirani, a jezik se klasificira u zapadnonizinsku skupinu tajvanskih, odnosno austronezijskih jezika.